# Aniela Menkes

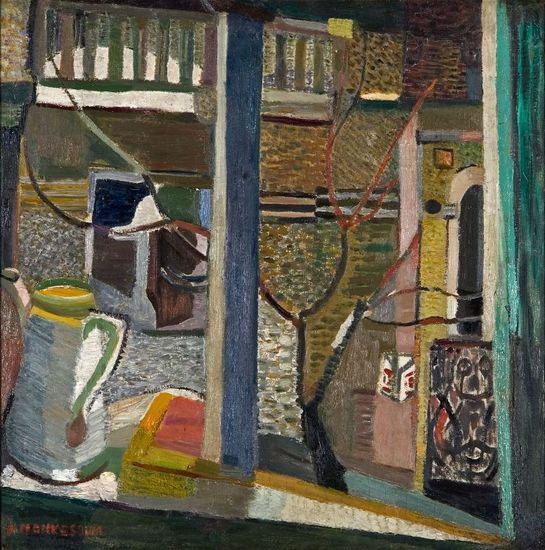
Kompozycja (ok. 1935)

Aniela Menkes (ur. 19 lutego 1897 w Łodzi, zm. 1941 we Lwowie) – polska artystka współczesna, malarka, graficzka, podejmowała też projekty dekoracji teatralnych. Związana z przedwojennym, artystycznym środowiskiem łódzkim. Od 1932 r. pozostała w silnym kręgu oddziaływania twórczości i osobowości Władysława Strzemińskiego. Cały niemal dorobek twórczy artystki zaginął w czasach II wojny światowej. Menkes zginęła w 1941 wraz z całą rodziną, rozstrzelana prawdopodobnie w publicznej egzekucji.

## Życiorys
Urodziła się w Łodzi, w rodzinie kupieckiej. Ojciec – Dawid (lub Daniel) Łęczycki, matka – Eugenia Rozental.
Od 1918 r. studiowała malarstwo w warszawskiej Szkole Sztuk Pięknych pod kierunkiem Stanisława Lentza, Miłosza Kotarbińskiego i Wojciecha Kossaka. Prawdopodobnie w 1921 r. przerwała studia. W tym samym roku wyszła za mąż za Zygmunta Menkesa (1895-1941) – adwokata. Miała z nim dwie córki – bliźniaczki Janinę i Alicję (ur. 5 września 1922). Menkesowie mieszkali w Łodzi przy ul. G. Narutowicza 35.
Od 1932 do 1939 aktywnie uczestniczyła w życiu artystycznego środowiska Łodzi, skupionego wokół nowo powstałego Zrzeszenia Artystów Plastyków (później Związku Zawodowego Polskich Artystów Plastyków). Była także członkiem komisji weryfikacyjnej Związku. Brała udział w wystawach Związku organizowanych przez Instytut Propagandy Sztuki w Łodzi, Warszawie, Krakowie i Lwowie. W 1932 na wystawie Związku pokazała 6 prac olejnych – 5 martwych natur i kompozycję Robotnik.
W 1933, jako dojrzała artystka, brała udział w wystawie Grupy Plastyków Nowoczesnych w Łodzi i Warszawie, zorganizowanej przez artystów grupy „a.r.”, w tym Władysława Strzemińskiego. Była to pierwsza na szeroką skalę prezentacja sztuki awangardowej w Polsce. W 1937 podróżowała do Paryża, gdzie brała udział w Wystawie Światowej.
W 1939 dwa obrazy Anieli Menkes prezentowane były na wystawie „Martwa natura w malarstwie polskim” w Warszawie. Mieczysław Wallis określił je jako „coś pośredniego między martwą naturą, a kompozycją”. W tym samym roku, w momencie wybuchu II wojny światowej, artystka wraz z rodziną przedostała się do Lwowa, gdzie w czasach władzy radzieckiej brała udział w życiu artystycznym. Wystawiała głównie grafikę we Lwowie, Kijowie i Moskwie.

### Działalność w piśmie „Forma”
Od 1933 Aniela Menkes stała się współzałożycielką i członkiem komitetu redakcyjnego (w latach 1933–1938) pisma „Forma”, organu łódzkiego ZZPAP, prowadzonego do 1936 przez Karola Hillera, następnie Stefana Wegnera. W skład redakcji wchodzili także Władysław Strzemiński, Jerzy Krause i Katarzyna Kobro. Do 1939 roku wydano sześć numerów pisma, a siódmy został tuż przed rozpowszechnieniem skonfiskowany przez gestapo w mieszkaniu Wegnera. Menkes publikowała w „Formie” komentarze do reprodukcji swoich prac (1934 nr 2, 1935 nr 3, 1936 nr 4), a także artykuły: O krytykach (1933 nr 1), Zagadnienia malarstwa w wieku XIX (1936 nr 5) oraz esej El Greco (1938 nr 6). Artystka była współautorką „Formy” do końca jej istnienia.

## Styl i tematyka prac
Aniela Menkes malowała techniką olejną na płótnie martwe natury, portrety, pejzaże, pejzaże przemysłowe (Elektrownia, 1932), sceny figuralne (Robotnik, 1932) i kompozycje abstrakcyjne. Pod wpływem Strzemińskiego i grupy „a.r.” jej malarstwo przeszło ewolucję od koloryzmu poprzez kubizm syntetyczny do kompozycji niemal abstrakcyjnych. Obrazy Anieli Menkes cechowało ujmowanie kompozycji w jednym planie, duży zmysł dekoracyjny i wąska gama barwna, ograniczona do brązów, beżów i szarości. Artystka uprawiała także grafikę (w czasie wojny prawie wyłącznie). Stosowała akwafortę, suchą igłę, litografię i heliografię. Tematyka prac graficznych Menkes nie odbiegała od tematyki podejmowanej w malarstwie (Lunapark, 1933, Stacja elektryczna, 1940, Uliczka we Lwowie, 1940, Elektryczny przystanek, 1940, Dym, 1940).

### Próby scenograficzne
Menkes wykonywała też projekty scenograficzne. W 1938 zaprojektowała dekoracje do Księcia Niezłomnego Juliusza Słowackiego i Głodu Leonida Andriejewa.

## Zachowane prace
Większość prac Anieli Menkes zaginęła podczas II wojny światowej. Nieliczne dzieła zachowały się do dziś w kolekcjach prywatnych oraz w zbiorach Muzeum Sztuki w Łodzi (m.in. Kompozycja, 1933, nr inwentaryzacyjny MS/SN/M/D/99, Martwa natura, 1936, nr inwentaryzacyjny MS/SN/M/986, Martwa natura, 1936, numer inwentaryzacyjny MS/SN/M/985).